# Salusanden
Salusanden este o arie protejată (arie specială de conservare — SAC, sit de importanță comunitară — SCI) din Suedia întinsă pe o suprafață de 2,3 ha, integral pe uscat.

## Localizare
Centrul sitului Salusanden este situat la coordonatele 63°27′33″N 19°16′03″E / 63.4591°N 19.2675°E.

## Înființare
Situl Salusanden a fost declarat sit de importanță comunitară în ianuarie 2002 pentru a proteja 1 specie de plante. Situl a fost protejat și ca arie specială de conservare în martie 2011.

## Biodiversitate
Situată în ecoregiunile boreală și marină baltică, aria protejată conține 1 habitat natural: Litoraluri nisipoase din Baltica boreală cu vegetație perenă.
La baza desemnării sitului se află o specie protejată de  plante: Artemisia campestris subsp. bottnica.